# یفرمکوفسکایا
یفرمکوفسکایا (به لاتین: Yefremkovskaya) یک منطقهٔ مسکونی در روسیه است که در استان آرخانگلسک واقع شده‌است.